# 贝尔纳·舍瓦利耶
贝尔纳·舍瓦利耶（法語：Bernard Chevallier，1912年10月4日—1997年4月6日），法国前男子马术运动员。他曾代表法国参加1948年夏季奥林匹克运动会马术比赛，获得个人三日赛金牌。